# Agostinho José da Mota

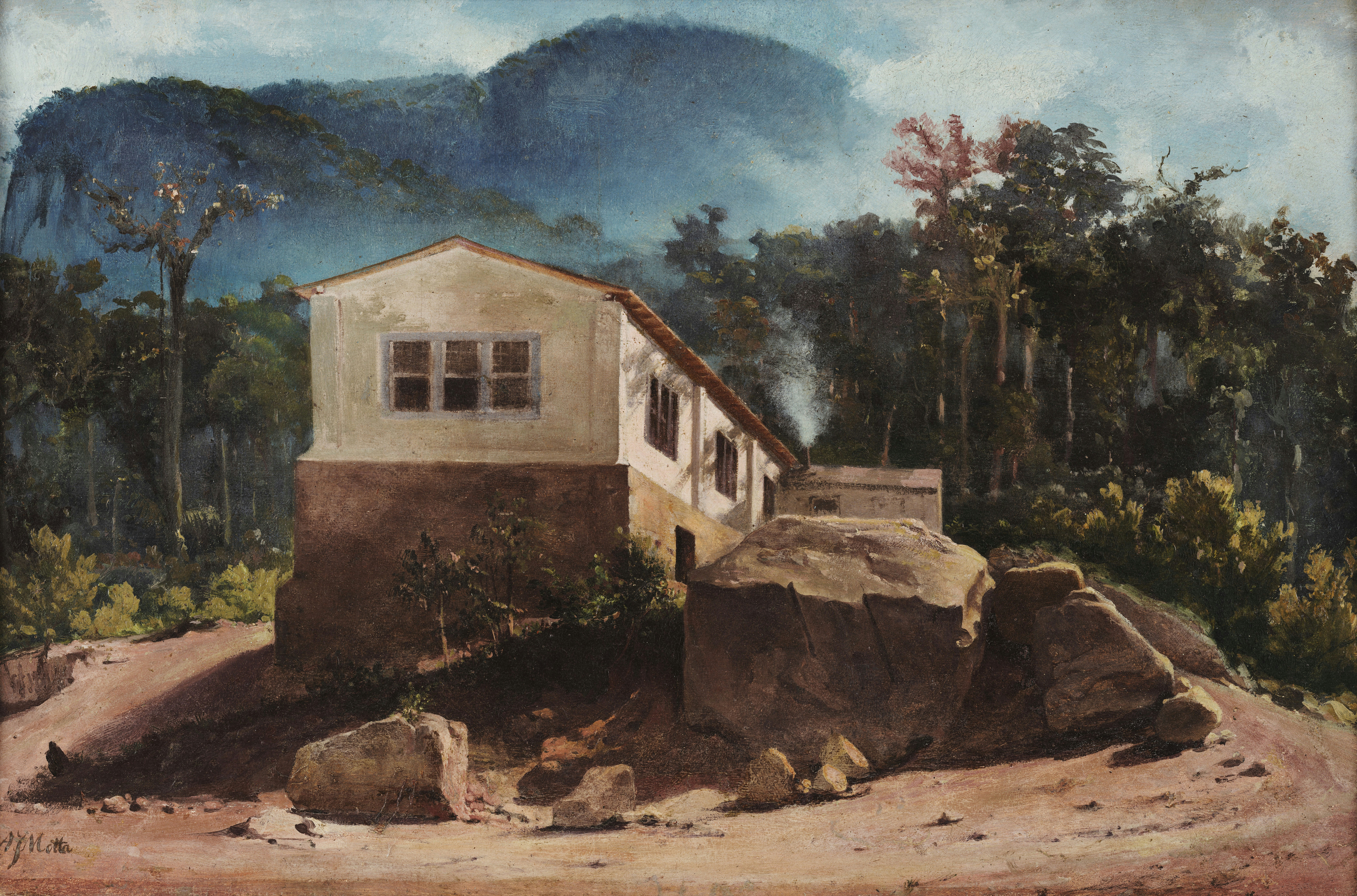
A fábrica do Barão de Capanema, 1862, Museu Nacional de Belas Artes

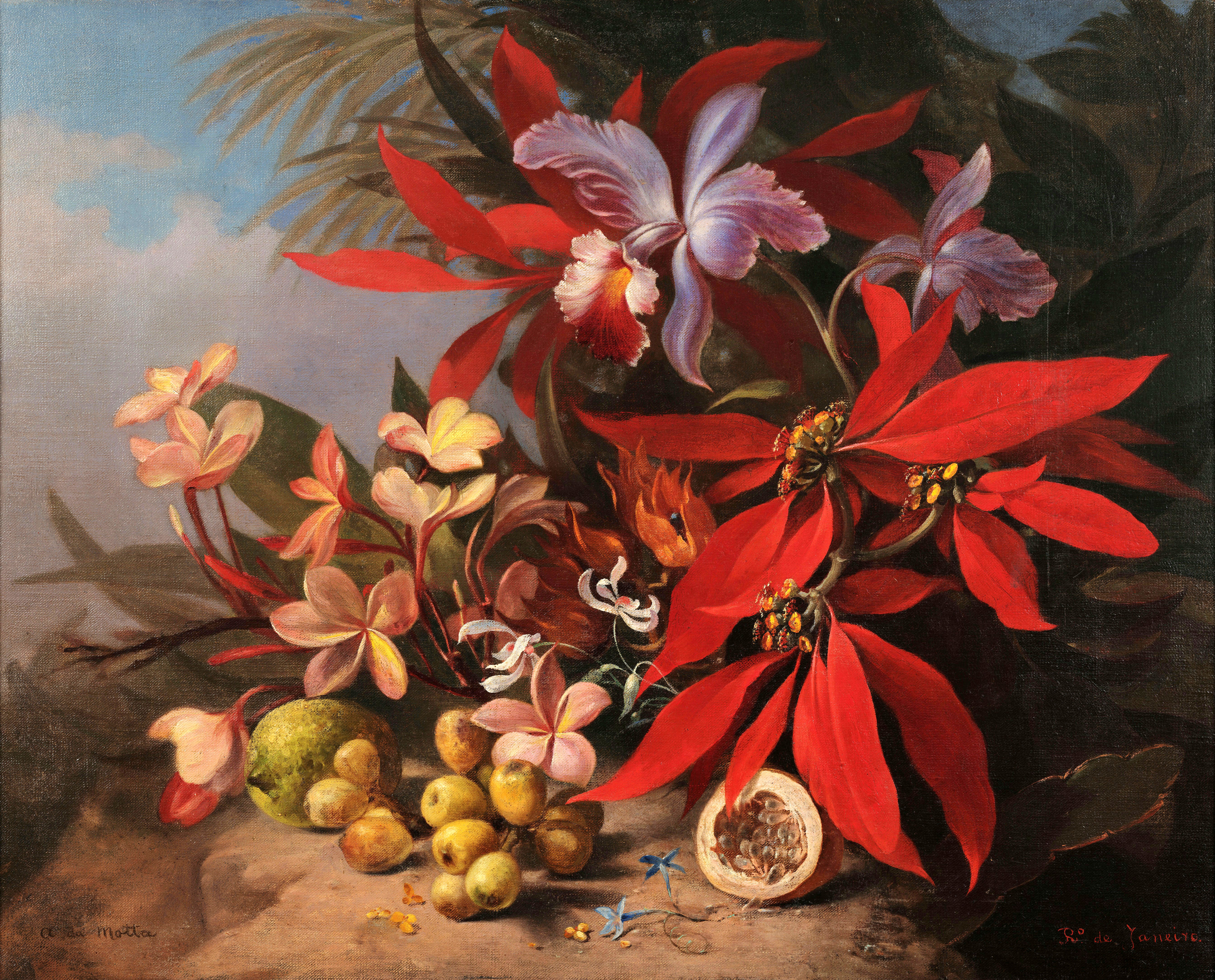
Flores, c. 1873

Agostinho José da Mota (Rio de Janeiro, 18 de junho de 1824 – Rio de Janeiro, 21 de agosto de 1878) foi um pintor, desenhista e professor brasileiro.

## Biografia
Seus pendores para a arte despontaram bem cedo na infância e foram se acentuando com o tempo. A vontade de aprender desenho e pintura era enorme. Finalmente atingiu a idade para frequentar a escola onde iria desenvolver sua grande vocação.

### Prêmio de viagem
Assim, em 1837, matriculou-se na Academia Imperial de Belas-Artes. Foi um aluno brilhante e pelos méritos e competência demonstrados, recebeu o prêmio de viagem à Europa, em 1850.
Partiu no ano seguinte para Roma onde estudou sob a orientação do pintor paisagista francês Jean-Achille Benouville. Passou oito anos na Itália e lá produziu obras verdadeiramente meritórias.

### O professor e premiações
Voltando para o Brasil, em 1856, é um dos fundadores da Sociedade Propagador das Belas Artes do Rio de Janeiro. Dois anos depois, chegou a pintar os retratos de corpo do casal imperial - Dom Pedro II (1825 - 1891) e Dona Teresa Cristina (1822 - 1889). Deu aulas no Liceu de Artes e Ofícios do Rio de Janeiro, em 1857. Chegou a ser condecorado pelo próprio imperador, Dom Pedro II, com o título de Oficial da Ordem da Rosa em 1872.
Em 1859, foi logo convocado para dar aulas na Academia. Inicialmente ocupou a cadeira de desenho e em seguida a de paisagem Na Aiba. Participou de várias edições da Exposição Geral de Belas Artes, recebendo medalha de ouro em 1852, a Ordem da Rosa em 1868 e a Ordem de Cristo em 1871.
A imperatriz Dona Teresa Cristina lhe encomendou diversas naturezas-mortas, gênero no qual se destacou.
Dentre seus alunos tornaram conhecidos Modesto Brocos, Henrique Bernardelli, Pedro Peres e José Maria de Medeiros. Foi o precursor no Brasil da pintura ao ar livre, antecedendo em muitos anos a Georg Grimm,. No fim da vida enfrentou dificuldades financeiras, tendo que pintar tabuletas de anúncio para sobreviver.

## Obra
A maior parte da produção artística do Agostinho de Mota é constituída de paisagens e naturezas mortas. Imprime os valores e padrões da Academia Imperial de Belas Artes (AIBA), na qual estudou e, posteriormente, foi professor. Agostinho Mota fez isso pelos suas obras artísticas, como o retrato do casal imperial e os de registros do cenário da época.
No que diz respeito à pintura de natureza morta, o artista foi um dos pintores que mais buscou retratar o perfil exótico da fauna e flora brasileira. Um dos pioneiros do gênero no país, suas pinturas de flores são pautadas em uma ideia de diversidade. Em cada tela, o artista imprime uma grande variedade de espécies, ressaltando as formas, as cores e a exuberância da flora brasileira.
Em suas pinturas de frutas, a ideia de exuberância está retratada ainda de forma mais acentuada em suas produções. Nessas telas, é possível perceber o padrão europeu no rigor formal que predomina em quase todo seu arsenal na época dos estudos. As frutas de Agostinho Mota era popular na corte brasileira, e suas obras são diversificadas. Entre elas, tem a retratação de mangas, jacas, fruta-do-conde, pêssegos, carambolas e abacates. Quase sempre representado de formada dividida, mostrando as diversas camadas de frutas, bem como suas cores e nuances.
As paisagens de Agostinho Mota, contudo, são as obras mais famosas do artista. Elas se destacam pela precisão topográfica, pelo registro exato das dimensões dos cenários e pela competência com que capta as transposições entre as várias cores que constituem os seus exteriores trabalhados. Os cenário escolhidos pelo artista demonstram a acentuada dimensão da identidade nacional que Agostinho Mota tinha o intuito de retratar em seus quadros.